# Kantengraph

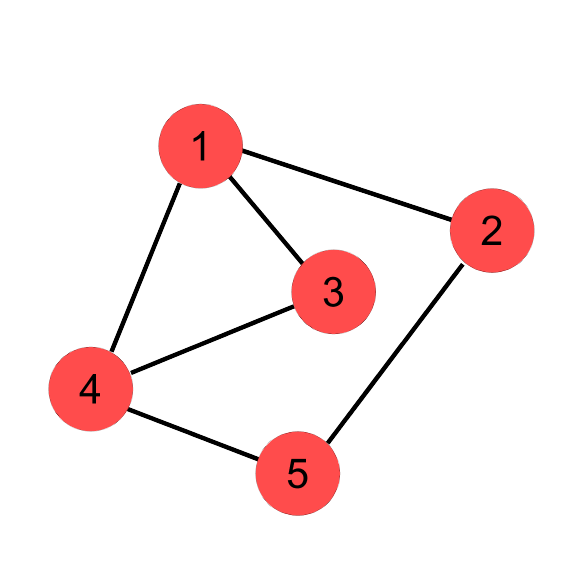
Graph

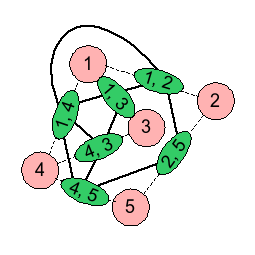
Konstruktion von

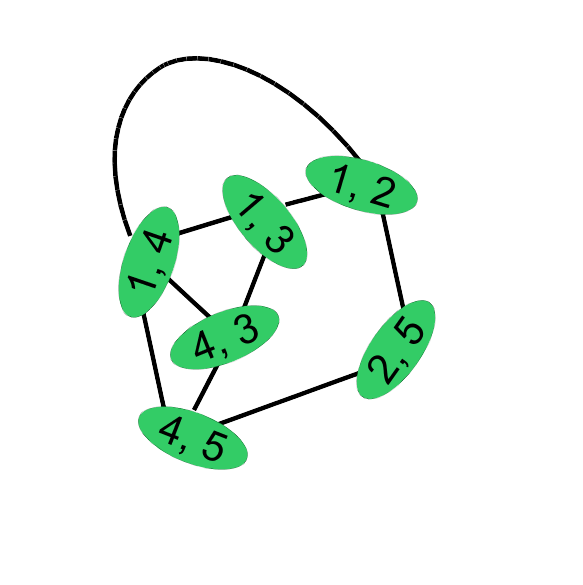
Kantengraph

Der Kantengraph oder Line-Graph ist ein Begriff aus der Graphentheorie. Er definiert zu einem gegebenen Graphen einen neuen Graphen, der durch die Vertauschung von Knoten und Kanten entsteht.

## Definition
Der Kantengraph oder Line-Graph {\displaystyle L(G):=(V',E')} eines einfachen Graphen {\displaystyle G=(V,E)} ist in der Graphentheorie der Graph mit folgenden Eigenschaften:
1. {\displaystyle V'=E}, das heißt, jede Kante von {\displaystyle G} ist ein Knoten in {\displaystyle L(G)}.
2. {\displaystyle E'=\left\{\left\{e_{1},e_{2}\right\}\mid e_{1},e_{2}\in E,|e_{1}\cap e_{2}|=1\right\}}, das heißt, je zwei Knoten aus {\displaystyle V'} sind in {\displaystyle L(G)} adjazent, wenn die zugehörigen Kanten aus {\displaystyle E} einen gemeinsamen Endknoten haben, also in {\displaystyle G} adjazent sind.

## Beispiel
Das folgende Beispiel veranschaulicht die Konstruktion des Kantengraphen {\displaystyle L(G)} zu einem gegebenen Graphen {\displaystyle G=(V,E)}. Der abgebildete Graph {\displaystyle G} hat die Knotenmenge {\displaystyle V=\{1,2,3,4,5\}} und die Kantenmenge {\displaystyle E=\{\{1,2\},\{1,3\},\{1,4\},\{2,5\},\{3,4\},\{4,5\}\}}.
Aus dem Original {\displaystyle G} wird jetzt ein neuer Graph konstruiert, indem jede Kante {\displaystyle e\in E} von {\displaystyle G} zu einem neuen Knoten {\displaystyle v'\in V'} in {\displaystyle L(G)} wird (durch die grüne Ellipse auf den originalen Kanten veranschaulicht). Die neu entstandenen Knoten werden genau dann miteinander verbunden, wenn die Kanten im Originalgraphen aneinanderstießen.
Das Resultat der Konstruktion erhält man durch Ausblenden des Originalgraphen {\displaystyle G}. Zurück bleibt der Kantengraph {\displaystyle L(G)}.
Wieder als Mengen ausgedrückt erhält man {\displaystyle L(G)=(V',\{\{\{1,2\},\{1,3\}\},\{\{1,2\},\{1,4\}\},\{\{1,2\},\{2,5\}\},\dots \})}.

## Eigenschaften
- Der Kantengraph des Kreisgraphen {\displaystyle C_{n}} ist isomorph zu seinem Ausgangsgraphen. Kreisgraphen (bzw. Graphen, deren sämtliche Komponenten Kreisgraphen sind) sind die einzigen Graphen mit dieser Eigenschaft.
- Der Kantengraph des Sterngraphen {\displaystyle S_{n}} ist der vollständige Graph {\displaystyle K_{n}}.
- Der Kantengraph eines bipartiten Graphen ist ein perfekter Graph.
- Jeder Kantengraph besitzt eine Krausz-Partition.